# Louis von Colomier
Louis Max Napoleon Colomier, ab 1864 von Colomier, (* 30. März 1809 in Versailles; † 6. April 1886 in Berlin) war ein preußischer General französischer Abstammung, der sich in der Preußischen Armee als Artillerie-Führer hervortrat.

## Leben
Louis Colomier war der Sohn des französischen Majors Louis Colomier (* 1774, gefallen 1810 in Logroño als Adjutant der Dragons de la Garde impériale im Spanienfeldzug) und dessen Ehefrau Luise Sophie, geborene Krumm aus Berlin (1778–1847). Das Paar hatte sich im französisch besetzten Berlin während des Krieges von 1806/07 kennengelernt, dort geheiratet und war bei der Geburt des Sohnes in Versailles ansässig. Nach dem Tod ihres Mannes kehrte die verwitwete Luise Colomier mit ihrem Sohn nach Berlin zurück.
Colomier besuchte in Berlin ein Gymnasium. Am 1. Oktober 1827 trat er als Kanonier in die Garde-Artilleriebrigade des Gardekorps ein und absolvierte 1828/30 die Vereinigte Artillerie- und Ingenieurschule. Im Juni 1830 avancierte er zum Sekondeleutnant und diente ab 1839 als Abteilungsadjutant. In dieser Stellung Mitte März 1842 zum Premierleutnant befördert, wurde Colomier Ende Februar 1843 Adjutant bei der 2. Artillerie-Inspektion. Mit der Beförderung zum Hauptmann folgte am 16. März 1848 seine Versetzung in die Adjutantur.
Am 3. Mai 1849 heiratete Colomier in der Friedrichswerderschen Kirche in Berlin Johanna Amalie Conrad (1825–1913), Tochter des Stadtältesten und Eisenbahndirektors Johann Heinrich Conrad. Das Ehepaar Colomier hatte drei Kinder, von denen starben zwei jung. Erwachsen wurde die Tochter, Marie Luise Alexandrine von Colomier (1866–1924), die 1886 den Hauptmann Theodor von Alten (* 21. Januar 1853) heiratete.
Von der Adjutantur wurde Colomier am 21. August 1852 in das 6. Artillerie-Regiment versetzt. Colomier wurde im Oktober 1853 zum Major befördert und zum Artillerieoffizier vom Platz der Festung Danzig ernannt. 1856 kommandierte Colomier den Train des III. Armee-Korps. 1857 erfolgte die Versetzung in das 5. Artillerie-Regiment, im selben Jahr weiter in das Garde-Artillerie-Regiment. Colomier wurde 1859 zum Oberstleutnant befördert und erhielt die Stellung als Kommandeur des 3. Artillerie-Regiments. 1861 erfolgte die Beförderung zum Oberst.
Ab 15. Dezember 1863 war Colomier Führer der Artillerie des kombinierten Armeekorps im Krieg gegen Dänemark. In dieser Funktion führte er die preußische Feldartillerie im Gefecht von Missunde und führte die gesamte preußisch-österreichische Artillerie bei Belagerung und Sturm der Düppeler Schanzen sowie beim Übergang nach Alsen. Für die erfolgreiche Erstürmung der Düppeler Schanzen, die nach Colomiers Angriffsplan erfolgte, wurde er mit dem Orden Pour le Mérite ausgezeichnet, vorzugsweise zum Generalmajor befördert und anlässlich des siegreichen Einmarsches der Truppen in Berlin am 7. Dezember 1864 in den erblichen preußischen Adelsstand erhoben.
Colomier war nun Kommandeur der Garde-Artillerie-Brigade und fungierte zeitgleich auch als Mitglied des Generalartilleriekomitees und der Prüfungskommission für Premierleutnants der Artillerie. Bei der Mobilmachung anlässlich des Krieges gegen Österreich wurde Colomier Kommandeur der Artillerie des Gardekorps und nahm an den Kämpfen bei Soor, Königinhof sowie Königgrätz teil.
Im Jahr 1867 erfolgte eine weitere Beförderung zum Generalleutnant, ab 1868 als Inspektor der 1. Artillerie-Inspektion. Ab 18. Juli 1870 war Colomier Kommandeur der Artillerie beim Oberkommando der 2. Armee im Deutsch-Französischen Krieg, ab Mai 1871 dann Inspektor der 4. Artillerie-Inspektion. Aufgrund eines Nierenleidens wurde Colomier am 23. Januar 1872 unter Verleihung des Charakters als General der Infanterie mit der gesetzlichen Pension zur Disposition gestellt. Nach seiner Verabschiedung erhielt er noch das Eiserne Kreuz I. Klasse sowie am 11. Juni 1879 den Roten Adlerorden I. Klasse mit Eichenlaub und Schwertern am Ringe.
Louis von Colomier starb im April 1886 im Alter von 77 Jahren in Berlin. Er wurde auf dem dortigen Friedhof der Dorotheenstädtischen und Friedrichswerderschen Gemeinden beigesetzt (Feld CL). Das Grabmal ist erhalten.
In Berlin-Zehlendorf wurde die 1880–1882 gebaute Colomierstraße im Villenviertel Colonie Alsen nach ihm benannt. Das Villenviertel hatte Colomiers Schwager Wilhelm Conrad gegründet. Auch der Name der Colonie Alsen – nach der Insel aus dem Krieg gegen Dänemark – soll auf eine Anregung Colomiers zurückgehen.